# Бобоедово (Мордовия)
Бобоедово — посёлок разъезда в Атяшевском районе Республики Мордовия. Входит в состав Атяшевского сельского поселения.

## История
Основан в 1895 году при строительстве участка Московско-Казанской железной дороги. Назван по фамилии Бобоедовых владельцев земли на которой шло строительство дороги.

## Население
| 2002 | 2010 |
| ---- | ---- |
| 4    | ↘2   |

Национальный состав
Согласно результатам Всероссийской переписи населения 2002 года, в национальной структуре населения русские составляли 100 %.